# 17.ª etapa do Giro d'Italia de 2020
A 17.ª etapa do Giro d'Italia de 2020 desenvolveu-se a 21 de outubro de 2020 entre Bassano del Grappa e Madonna di Campiglio sobre um percurso de 203 km e foi vencida pelo australiano Ben O'Connor da equipa NTT, com 31 segundos sobre austríaco Hermann Pernsteiner (Bahrain-McLaren), e 1.10 minutos sobre o belga Thomas de Gendt (Lotto Soudal). O português João Almeida cortou a meta no 15º posto e manteve a liderança por mais uma jornada e Ruben Guerreiro (Education First) a recuperar a camisola azul, de líder da montanha.

## Classificação da etapa
| \| Classificação por etapas \| Classificação por etapas \| Classificação por etapas \| Classificação por etapas \| Classificação por etapas \| \| Ciclista \| Ciclista \| Equipe \| Tempo \| \| \| ------------------------ \| ---------------------------- \| ------------------------ \| ------------------------ \| ------------------------ \| \| 1. \| Ben O'Connor \| NTT Pro Cycling \| 5h50m59s \| \| \| 2. \| Hermann Pernsteiner \| Bahrain McLaren \| + 31s \| \| \| 3. \| Thomas De Gendt \| Lotto-Soudal \| + 1m10s \| \| \| 4. \| Ilnur Zakarin \| CCC Team \| + 1m13s \| \| \| 5. \| Kilian Frankiny \| Groupama-FDJ \| + 1m55s \| \| \| 6. \| Harm Vanhoucke \| Lotto-Soudal \| + 2m49s \| \| \| 7. \| Davide Villella \| Movistar Team \| + 3m29s \| \| \| 8. \| Óscar Rodríguez Garaicoechea \| Astana \| + 3m29s \| \| \| 9. \| Amanuel Gebrezgabihier \| NTT Pro Cycling \| + 3m30s \| \| \| 10. \| Jesper Hansen \| Cofidis \| + 4m32s \| \| |                              |                 |          |
| |                              |                 |          |
| Fonte: ProCyclingStats |                              |                 |          |
| Classificação por etapas |                              |                 |          |
| Ciclista | Ciclista                     | Equipe          | Tempo    |
| 1. | Ben O'Connor                 | NTT Pro Cycling | 5h50m59s |
| 2. | Hermann Pernsteiner          | Bahrain McLaren | + 31s    |
| 3. | Thomas De Gendt              | Lotto-Soudal    | + 1m10s  |
| 4. | Ilnur Zakarin                | CCC Team        | + 1m13s  |
| 5. | Kilian Frankiny              | Groupama-FDJ    | + 1m55s  |
| 6. | Harm Vanhoucke               | Lotto-Soudal    | + 2m49s  |
| 7. | Davide Villella              | Movistar Team   | + 3m29s  |
| 8. | Óscar Rodríguez Garaicoechea | Astana          | + 3m29s  |
| 9. | Amanuel Gebrezgabihier       | NTT Pro Cycling | + 3m30s  |
| 10. | Jesper Hansen                | Cofidis         | + 4m32s  |

## Classificações ao final da etapa

### Classificação geral(Maglia Rosa)
| \| Classificação geral \| Classificação geral \| Classificação geral \| Classificação geral \| Classificação geral \| \| Ciclista \| Ciclista \| Equipe \| Tempo \| \| \| ------------------- \| ------------------- \| --------------------- \| ------------------- \| ------------------- \| \| 1. \| João Almeida \| Deceuninck-Quick Step \| 71h41m18s \| \| \| 2. \| Wilco Kelderman \| Team Sunweb \| + 17s \| \| \| 3. \| Jai Hindley \| Team Sunweb \| + 2m58s \| \| \| 4. \| Tao Geoghegan Hart \| Ineos Grenadiers \| + 2m59s \| \| \| 5. \| Pello Bilbao \| Bahrain McLaren \| + 3m12s \| \| \| 6. \| Rafał Majka \| Bora-Hansgrohe \| + 3m20s \| \| \| 7. \| Vincenzo Nibali \| Trek-Segafredo \| + 3m31s \| \| \| 8. \| Domenico Pozzovivo \| NTT Pro Cycling \| + 3m52s \| \| \| 9. \| Patrick Konrad \| Bora-Hansgrohe \| + 4m11s \| \| \| 10. \| Fausto Masnada \| Deceuninck-Quick Step \| + 4m26s \| \| |                    |                       |           |
| |                    |                       |           |
| Fonte: ProCyclingStats |                    |                       |           |
| Classificação geral |                    |                       |           |
| Ciclista | Ciclista           | Equipe                | Tempo     |
| 1. | João Almeida       | Deceuninck-Quick Step | 71h41m18s |
| 2. | Wilco Kelderman    | Team Sunweb           | + 17s     |
| 3. | Jai Hindley        | Team Sunweb           | + 2m58s   |
| 4. | Tao Geoghegan Hart | Ineos Grenadiers      | + 2m59s   |
| 5. | Pello Bilbao       | Bahrain McLaren       | + 3m12s   |
| 6. | Rafał Majka        | Bora-Hansgrohe        | + 3m20s   |
| 7. | Vincenzo Nibali    | Trek-Segafredo        | + 3m31s   |
| 8. | Domenico Pozzovivo | NTT Pro Cycling       | + 3m52s   |
| 9. | Patrick Konrad     | Bora-Hansgrohe        | + 4m11s   |
| 10. | Fausto Masnada     | Deceuninck-Quick Step | + 4m26s   |

### Classificação por pontos(Maglia Ciclamino)
| Classificação por pontos | Classificação por pontos | Classificação por pontos    | Classificação por pontos | Classificação por pontos |
| Ciclista                 | Ciclista                 | Equipe                      | Pontos                   |                          |
| ------------------------ | ------------------------ | --------------------------- | ------------------------ | ------------------------ |
| 1.                       | Arnaud Démare            | Groupama-FDJ                | 221 pts                  |                          |
| 2.                       | Peter Sagan              | Bora-Hansgrohe              | 184 pts                  |                          |
| 3.                       | João Almeida             | Deceuninck-Quick Step       | 90 pts                   |                          |
| 4.                       | Diego Ulissi             | UAE Team Emirates           | 77 pts                   |                          |
| 5.                       | Filippo Ganna            | Ineos Grenadiers            | 66 pts                   |                          |
| 6.                       | Andrea Vendrame          | AG2R La Mondiale            | 66 pts                   |                          |
| 7.                       | Patrick Konrad           | Bora-Hansgrohe              | 56 pts                   |                          |
| 8.                       | Simon Pellaud            | Androni Giocattoli-Sidermec | 50 pts                   |                          |
| 9.                       | Ben O'Connor             | NTT Pro Cycling             | 41 pts                   |                          |
| 10.                      | Wilco Kelderman          | Team Sunweb                 | 40 pts                   |                          |

### Classificação da montanha(Maglia Azzurra)
| Classificação da montanha | Classificação da montanha | Classificação da montanha   | Classificação da montanha | Classificação da montanha |
| Ciclista                  | Ciclista                  | Equipe                      | Pontos                    |                           |
| ------------------------- | ------------------------- | --------------------------- | ------------------------- | ------------------------- |
| 1.                        | Ruben Guerreiro           | EF Pro Cycling              | 198 pts                   |                           |
| 2.                        | Giovanni Visconti         | Vini Zabù-Brado-KTM         | 148 pts                   |                           |
| 3.                        | Thomas De Gendt           | Lotto-Soudal                | 82 pts                    |                           |
| 4.                        | Ben O'Connor              | NTT Pro Cycling             | 59 pts                    |                           |
| 5.                        | Rohan Dennis              | Ineos Grenadiers            | 53 pts                    |                           |
| 6.                        | Filippo Ganna             | Ineos Grenadiers            | 48 pts                    |                           |
| 7.                        | Tao Geoghegan Hart        | Ineos Grenadiers            | 45 pts                    |                           |
| 8.                        | Jonathan Castroviejo      | Ineos Grenadiers            | 45 pts                    |                           |
| 9.                        | Jonathan Caicedo          | EF Pro Cycling              | 40 pts                    |                           |
| 10.                       | Simon Pellaud             | Androni Giocattoli-Sidermec | 39 pts                    |                           |

### Classificação dos jovens(Maglia Bianca)
| Classificação dos jovens | Classificação dos jovens | Classificação dos jovens | Classificação dos jovens | Classificação dos jovens |
| Ciclista                 | Ciclista                 | Equipe                   | Tempo                    |                          |
| ------------------------ | ------------------------ | ------------------------ | ------------------------ | ------------------------ |
| 1.                       | João Almeida             | Deceuninck-Quick Step    | 71h41m18s                |                          |
| 2.                       | Jai Hindley              | Team Sunweb              | + 2m58s                  |                          |
| 3.                       | Tao Geoghegan Hart       | Ineos Grenadiers         | + 2m59s                  |                          |
| 4.                       | Brandon McNulty          | UAE Team Emirates        | + 6m10s                  |                          |
| 5.                       | James Knox               | Deceuninck-Quick Step    | + 10m26s                 |                          |
| 6.                       | Sergio Samitier          | Movistar Team            | + 12m25s                 |                          |
| 7.                       | Matteo Fabbro            | Bora-Hansgrohe           | + 26m18s                 |                          |
| 8.                       | Aurélien Paret-Peintre   | AG2R La Mondiale         | + 28m45s                 |                          |
| 9.                       | Sam Oomen                | Team Sunweb              | + 35m37s                 |                          |
| 10.                      | Attila Valter            | CCC Team                 | + 42m41s                 |                          |

### Classificação por equipas"Super team"
| Classificação por equipes | Classificação por equipes | Classificação por equipes | Classificação por equipes |
| Equipe                    | Equipe                    | Tempo                     |                           |
| ------------------------- | ------------------------- | ------------------------- | ------------------------- |
| 1.                        | Ineos Grenadiers          | 214h56m18s                |                           |
| 2.                        | Deceuninck-Quick Step     | + 21m33s                  |                           |
| 3.                        | Bora-Hansgrohe            | + 27m04s                  |                           |
| 4.                        | Team Sunweb               | + 28m57s                  |                           |
| 5.                        | Bahrain McLaren           | + 37m30s                  |                           |
| 6.                        | Movistar Team             | + 1h04m36s                |                           |
| 7.                        | CCC Team                  | + 1h18m51s                |                           |
| 8.                        | Astana                    | + 1h23m34s                |                           |
| 9.                        | AG2R La Mondiale          | + 1h25m48s                |                           |
| 10.                       | NTT Pro Cycling           | + 1h32m10s                |                           |